# Große Altefähre

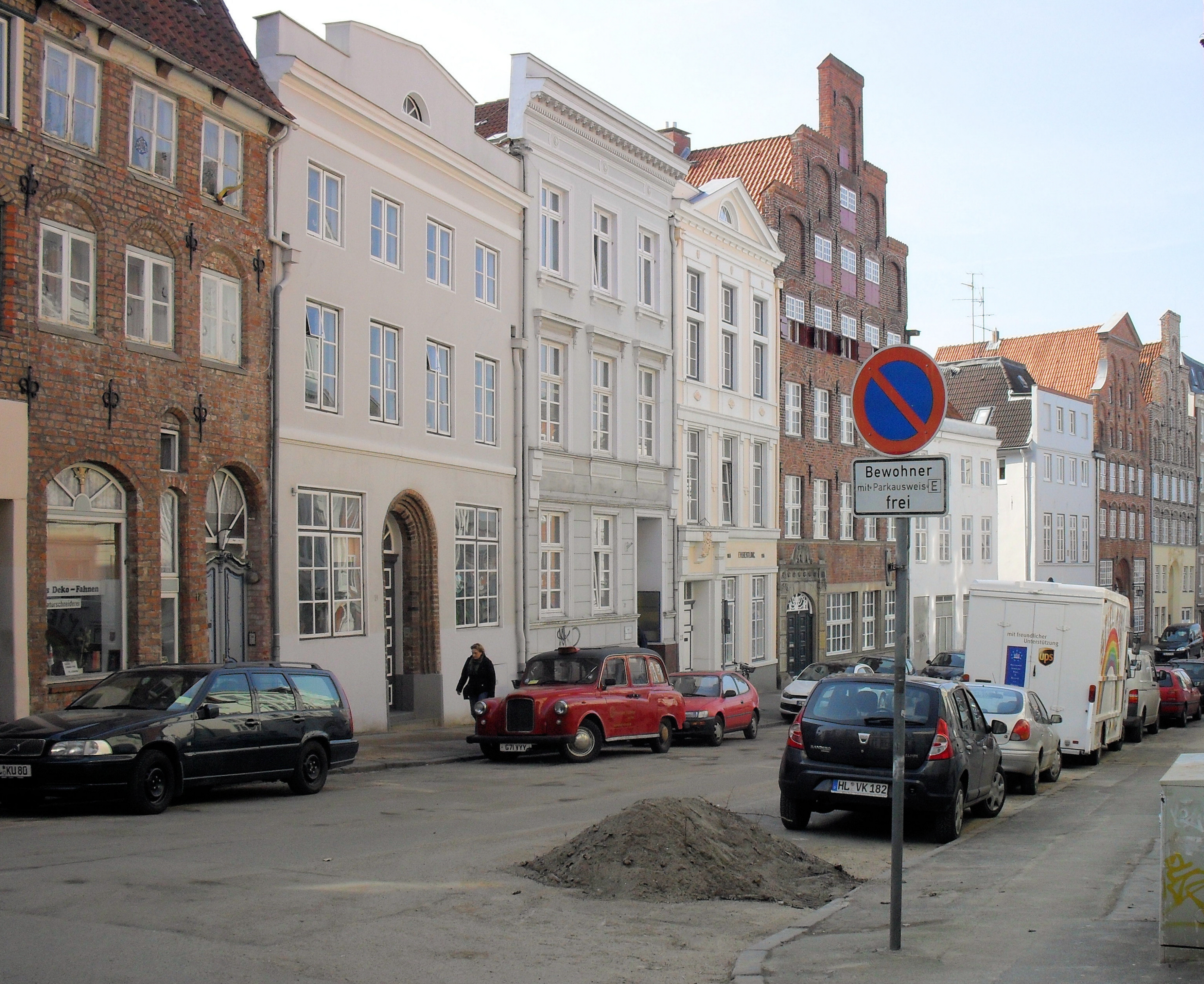
Die Große Altefähre, Blick in Richtung Untertrave

Die Große Altefähre, rot markiert

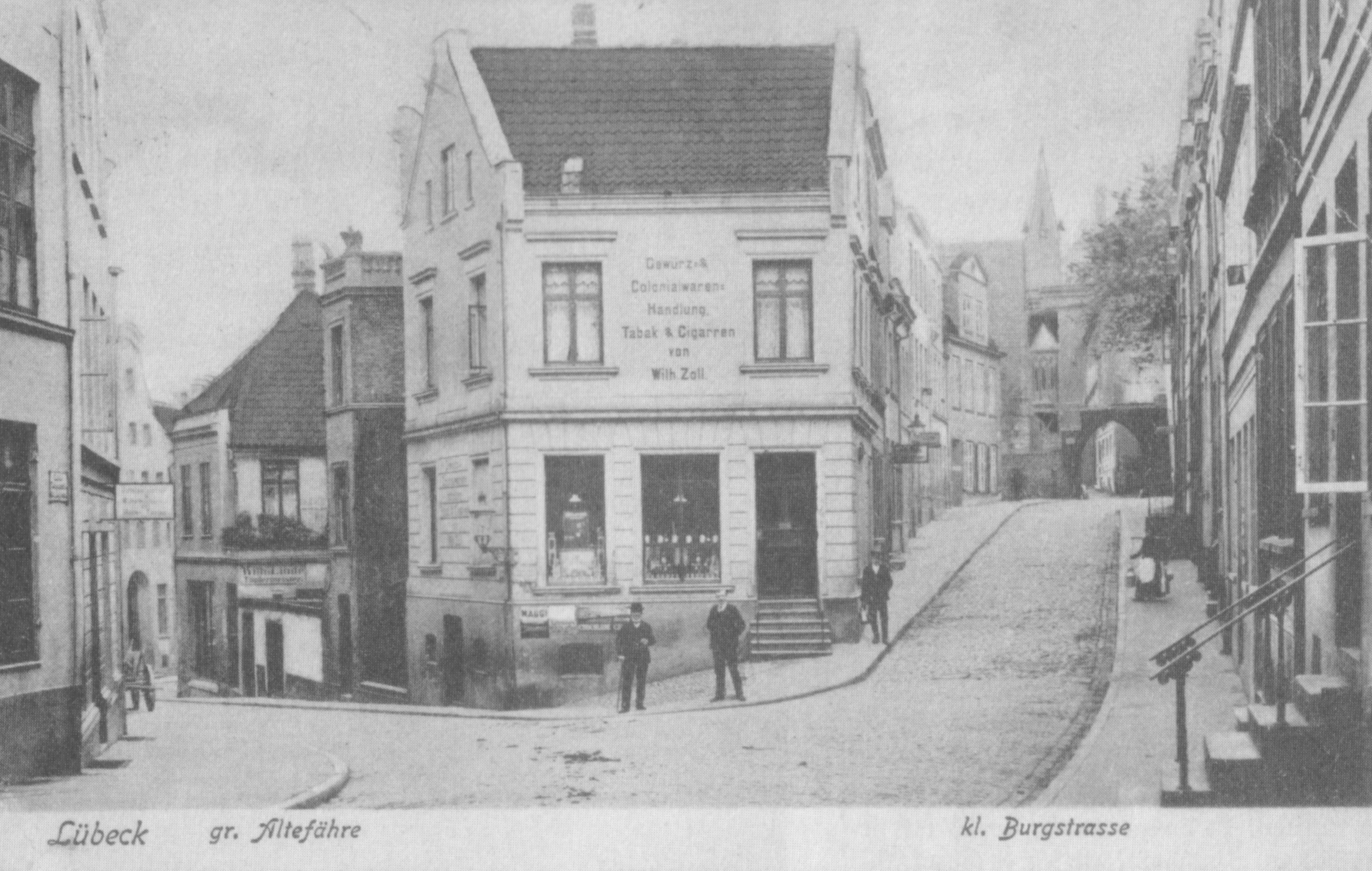
Die Große Altefähre (links) und die Kleine Burgstraße, 1905

Die Große Altefähre ist eine Straße in der Lübecker Altstadt.

## Lage
Die Große Altefähre im Marien-Magdalenen Quartier verbindet die Untertrave mit der Kleinen Burgstraße. Im unteren Teil verläuft die Straße annähernd in West-Ost-Richtung, um bei der Einmündung der Kleinen Altenfähre klar nach Südosten abzuknicken. Nahe der Untertrave trifft die Engelswisch auf die Große Altefähre.

## Geschichte
Die Straße wurde 1283 mit der lateinisch-niederdeutschen Mischbezeichnung Antiquum Vere (Alte Fähre) erstmals urkundlich erwähnt. Der Name ging zurück auf eine bereits zu jener Zeit nicht mehr verkehrende Fähre über die Trave, die vermutlich nach Zerstörung der Lübecker Burg 1227 eingestellt wurde. 1289 ist der Name Oldenvere belegt, 1372 wird die Straße erstmals als Oldenvere major bezeichnet und 1478 als Grote Oldenvere. Seit 1852 ist Große Altefähre der amtlich festgelegte Name.
Der südöstliche Teil wurde in früheren Jahrhunderten gelegentlich als Teil der Kleinen Burgstraße betrachtet. Im Zweiten Weltkrieg blieb die Große Altefähre beim Luftangriff auf Lübeck am 29. März 1942 unversehrt und zeigt bis heute eine geschlossene historische Bebauung.

## Bauwerke

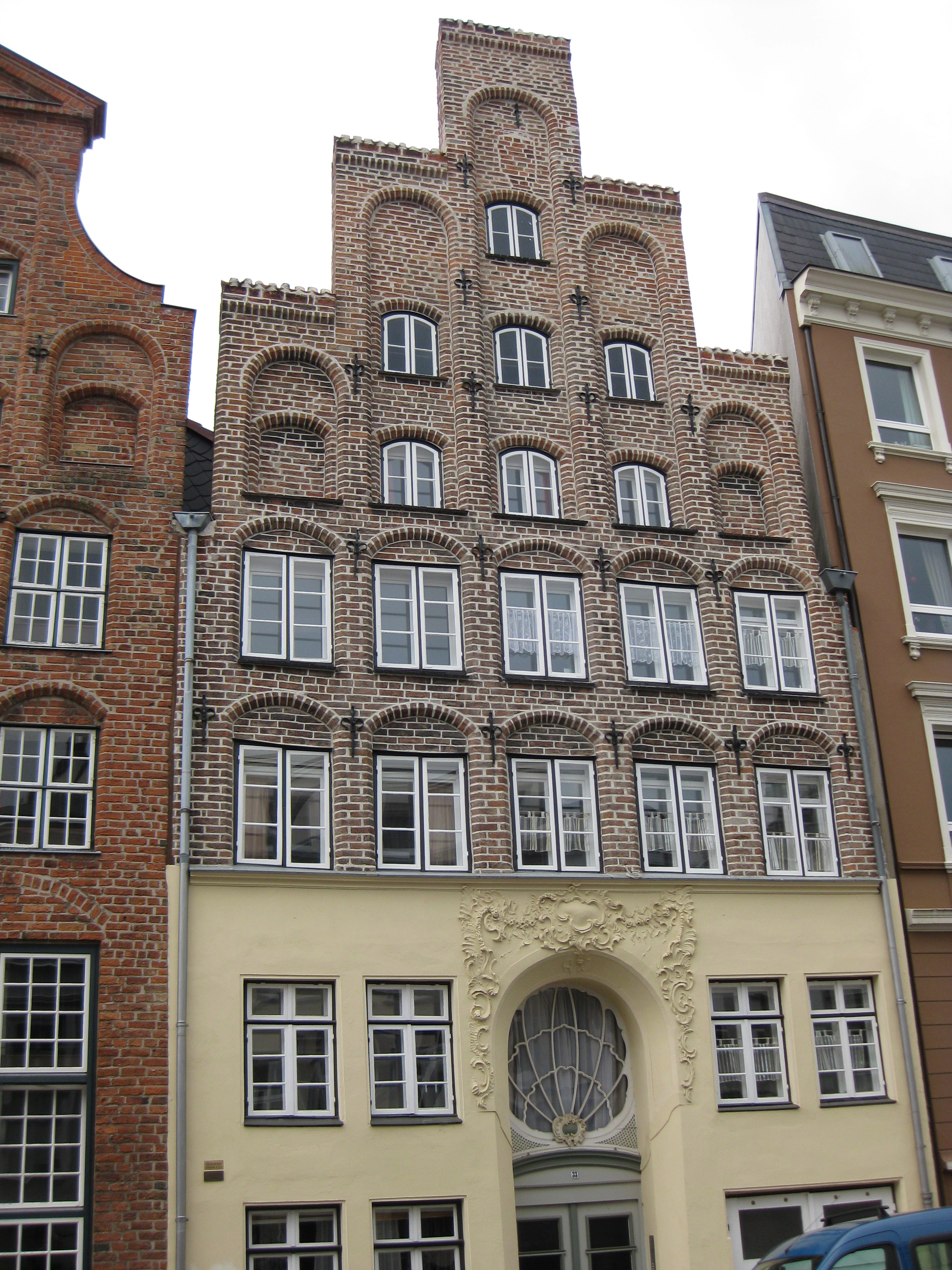
Nr. 33

In der Großen Altefähre befinden sich folgende denkmalgeschützte Gebäude:
- Große Altefähre 6, klassizistisches Haus von 1797
- Große Altefähre 8, klassizistisches Haus von 1797
- Große Altefähre 31, gotisches Giebelhaus mit Backsteinrenaissance-Fassade
- Große Altefähre 33, gotisches Giebelhaus mit Backsteinrenaissance-Fassade

## Gänge und Höfe
Von der Großen Altefähre ging folgender der Lübecker Gänge und Höfe ab (nach Hausnummern):
- 9: Suckaus Gang (Umbau 1839; Zugang an der Straße vermauert)